# Ахмет Шакири
Ахмет Шакири (баш. Әхмәт Шакири; настоящее имя — Ахмет Миргасимович Шакиров; 1920— февраль 1943) — советский башкирский поэт, переводчик.

## Биография
Ахмет Шакиров родился в 1920 году в деревне Бишкураево Белебеевского уезда Уфимской губернии (ныне Туймазинский район Башкортостана) в семье муллы. Окончил школу-семилетку, в которой учился с 1930 года. С 1937 по 1939 год учился на Башкирском педагогическом рабфаке имени Б. Нуриманова в Уфе. В 1939 году поступил в пединститут, но в октябре того же года был мобилизован в армию. Служил помощником политрука. После начала Великой Отечественной войны ушёл на фронт. Погиб в 1941 году.
Начал писать стихи ещё в школе. В 1935 году начал публиковать свои стихи и репортажи в газете «Йәш төҙөүсе» («Молодой строитель»). Во время учёбы на Башкирском педагогическом рабфаке публиковал свои лирические стихи в альманахах «Тәүге йыр» («Первая песня»), «Икенсе йыр» («Вторая песня»), в республиканских газетах и журналах. В 1939 году написал поэму «Ҡара күҙлек аҫтындағы сер» («Тайна под чёрными очками»), основная тема которой — ненависть к фашизму и войне. Его стихи вошли в поэтический сборник «Бәхетле ғүмер» (1940; «Счастливая жизнь», совместно с Г. Ибрагимовым). Ахмет Шакири перевёл на башкирский язык ряд произведений М. Ю. Лермонтова и Т. Г. Шевченко. Согласно  информации портала "Память народа" Ахмет Шакири пропал без вести на фронте в феврале 1943 г., предположительно на территории Краснодарского края.

## Книги
- Бәхетле ғүмер [Счастливая жизнь]. Шиғырҙар. — Өфө: Башгосиздат, 1940. — 60 бит. (баш.) (совместно с Г. Ибрагимовым)